# Гидроаккумулятор
Не путать с Гидроаккумулирующая электростанция

Условное обозначение гидроаккумулятора на принципиальных гидравлических схемах

Гидроаккумуля́тор — сосуд, работающий под давлением, который позволяет накапливать энергию сжатого газа или пружины и передавать её в гидросистему потоком жидкости, находящейся под давлением.
Выполняющую похожие функции водонапорную башню формально к гидроаккумуляторам не относят, так как в ней нет внешнего давления на жидкость, и основная задача башни — сохранение жидкости, а не энергии.

## История появления гидроаккумулятора
Прообраз современного гидроаккумулятора впервые спроектировал и запатентовал английский изобретатель Джозеф Брама. Он создал сложную гидросистему для подачи разных сортов пива из бочек, стоявших в погребе. Хранить бочки наверху было нельзя, так как при жаре пиво быстро скисало. Поэтому раньше в каждой пивной приходилось держать ватагу мальчишек, всё время сновавших по лестницам. Источником энергии для «пивопровода» стал груз, давивший на жидкость. Так был изобретён грузовой гидроаккумулятор.

## Классификация гидроаккумуляторов по способу накопления энергии
- гидроаккумуляторы с механическим накопителем;
- гидроаккумуляторы с пневматическим накопителем.

Ввиду ряда недостатков гидроаккумуляторы с механическим накоплением энергии не получили широкого распространения и имеют ограниченное применение. Наиболее широкое применение на практике во всём мире получили пневмогидравлические аккумуляторы.

### Гидроаккумуляторы с механическим накопителем

#### Классификация гидроаккумуляторов с механическим накопителем
- грузовые гидроаккумуляторы;
- пружинные гидроаккумуляторы.

В грузовых гидроаккумуляторах накопление энергии гидравлической жидкости и её возврат в систему происходит за счёт потенциальной энергии находящегося на определённой высоте груза.
В пружинных гидроаккумуляторах накопление энергии гидравлической жидкости и её возврат в систему происходит за счёт механической энергии сжатой пружины.

### Гидроаккумуляторы с пневматическим накопителем

Гидроаккумулятор баллонного типа. Жидкость заполняет внутреннюю резиновую оболочку расширяющуюся при наполнении её жидкостью, сжимая при этом газ. При опорожнении оболочки сжатый газ вытесняет жидкость.

В пневмогидравлических аккумуляторах (пневмогидроаккумуляторах) накопление энергии гидравлической жидкости и её возврат в систему происходит за счёт энергии сжатого газа (обычно азота или сжатого воздуха). Для предотвращения попадания воздуха в жидкостную магистраль могут применяться плавающий поршень, эластичная мембрана или поплавковый механизм.
Процесс сжатия и расширения газа в пневмогидроаккумуляторе является политропным процессом. Для модели идеального газа справедлива зависимость:
{\displaystyle P_{0}\left({\frac {V_{0}}{V_{0}}}\right)^{n}=P_{1}\left({\frac {V_{1}}{V_{0}}}\right)^{n}=P_{2}\left({\frac {V_{2}}{V_{0}}}\right)^{n},}
где {\displaystyle P_{0},V_{0};P_{1},V_{1};P_{2},V_{2}} — давление и объём газа в начальном, промежуточном и конечном состояниях.
Причём интервал времени, за который происходит процесс, учитывает показатель политропы {\displaystyle n}.
Медленно протекающие процессы расширения и сжатия газа близки к изотермическому с показателем политропы {\displaystyle n\sim 1}. Быстрому расширению и сжатию газа близок адиабатный процесс, поэтому показатель политропы принимается {\displaystyle n\sim 1,4} — близким к показателю адиабаты для двухатомного газа, так как применяются азот или воздух.
При давлении выше 200 бар уравнение состояния реального газа отличается от уравнения состояния модели идеального газа и, если его не учитывать, то при расчётах получается заниженное значение объёма гидроаккумулятора. В этом случае вводят корректирующий коэффициент, учитывающий это отклонение.
При практическом применении зависимость давления от соотношения объёмов газа и жидкости может быть снижена за счёт увеличения газовой полости путём присоединения дополнительного объёма — ресивера. В этом случае объём газового объёма складывается из объёма ресивера и переменного объёма газа в гидроаккумуляторе. Тогда при изменении объёма жидкости, относительное изменение объёма газа уменьшается, это уменьшает диапазон изменения давления при изменении объёма жидкости.

### Преимущества и недостатки
Каждому типу гидроаккумуляторов свойственны свои преимущества и недостатки.
| Тип гидроаккумулятора            | Преимущества | Недостатки |
| -------------------------------- | --- | --- |
| Грузовой гидроаккумулятор        | - постоянное давление аккумулятора - большой рабочий объём - низкая стоимость                                                                                             | - низкая энергоёмкость - высокая инерционность - громоздкость конструкции - низкое давление - малая надёжность (возможна течь уплотнения поршня)                                                                  |
| Пружинный гидроаккумулятор       | - высокая энергоёмкость - низкая стоимость | - давление зависит от характеристики пружины и объёма заполнения (обычно линейно) - небольшой рабочий объём - инерционность - наименьшая надёжность (возможны течь уплотнения поршня, просадка и поломка пружины) |
| Пневмогидравлический аккумулятор | - высокая энергоёмкость при малых (минимальных) размерах; - различные исполнения конструкции - минимальная инерционность - максимальная простота и надёжность конструкции | - давление изменяется нелинейно от объёма заполнения и зависит от скорости заполнения |

## Применение
Экономически целесообразно применять гидроаккумуляторы в системах с эпизодическими пиками потребляемого расхода, которые значительно превышают средний расход жидкости в гидросистеме. Установленная мощность гидропривода при этом может быть уменьшена в полтора-два раза, а потребление энергии такой системой можно снизить более, чем на 50 %.
Различные по конструкции (поршневые, баллонные, мембранные, сильфонные) и назначению пневмогидроаккумуляторы позволяют получить решения для многих задач, таких как:
- аккумулирование гидравлической энергии;
- питание системы в нештатных и аварийных ситуациях;
- уравновешивание сил и нагрузок;
- компенсация утечек;
- компенсация объёмов рабочей жидкости;
- демпфирование пульсации поршневых насосов;
- демпфирование пульсаций в напорных и всасывающих магистралях;
- демпфирование пульсации при работе топливных насосов высокого давления дизельных двигателей;
- гашение гидроударов;
- амортизационная подвеска мобильной техники и пр;
- распределение смазочных материалов под давлением;
- увеличение срока службы насосов.

## Использование гидроаккумуляторов в быту и промышленности
Наибольшее распространение в быту и промышленности нашли пневмогидроаккумуляторы. Они представляют собой достаточной прочности для заданных давлений ёмкость (металлическую, композитную и т. п.) с эластичной мембраной/баллоном/поршнем внутри, служащей для поддержания давления рабочей жидкости в гидравлической системе или системе водоснабжения/отопления. 
В быту в большинстве случаев гидроаккумуляторы используются для систем автономного обеспечения водой загородных домов, коттеджных посёлков, небольших предприятий.

### Гидрофор
Гидрофор — устройство в системе санитарно-бытового водоснабжения, служащее для автоматического поддержания необходимого напора воды (либо с целью препятствовать перепадам давления в трубопроводе, например, при нагреве).

### Экспанзомат
Экспанзомат — металлический бак с резиновой мембраной внутри. Используется в системах водоснабжения и отопления для создания необходимого давления (напора) в водопроводных трубах, защищает систему от гидроударов.

### В автомобилестроении
В автомобилях гидроаккумуляторы могут использоваться для рекуперации энергии, для быстрого запуска двигателя или как замена трансмиссии, а также в составе современных КПП (например, DSG). В первом случае давление в гидроаккумулятор нагнетается во время торможения, а используется для разгона. Во втором случае гидроаккумулятор используется совместно с гидростартёром, облегчающим запуск двигателя. Подобная схема нашла применение в системе «старт-стоп» для тяжёлого коммерческого транспорта CleanStart. В третьем случае давление в гидроаккумулятор нагнетается двигателем внутреннего сгорания, а расходуется гидромотором на приведение колёс в движение.

### В авиации
В авиации широко применяются в качестве аварийных источников энергии при отказе основной гидросистемы. Как правило, в обязательном порядке устанавливаются в гидросистеме (контуре) торможения колёс шасси и выпуска стоек шасси.

### Всельхоз-истроительноммашиностроении
В составе гидросистемы машины, а также специализированных систем, например, подрессоривания, подвешивания кабины, копирования рельефа, натяжения резиновой гусеницы и др.

### В нефтедобыче
В нефтедобыче в  составе противовыбросового оборудования для глубоководной добычи.

### В станкостроении
В станкостроении: прессовое оборудование, термопластавтоматы.

### Электрораспределительные сети
Электрораспределительные сети: гидропривод автоматического выключателя.

## Современные производители гидроаккумуляторов
| Страна         | Производитель                                        | Описание                                           |
| -------------- | ---------------------------------------------------- | -------------------------------------------------- |
| Австралия      | Olaer Fawcett Christie                               | мембранные, поршневые, баллонные гидроаккумуляторы |
| Финляндия      | Hydroll Oy                                           | поршневые гидроаккумуляторы высокого давления      |
| Великобритания | Lee Products Ltd.                                    |                                                    |
| Германия       | Bosch Rexroth                                        | гидроаккумуляторы всех типов                       |
| Германия       | Freudenberg Sealing Technologies                     | гидроаккумуляторы всех типов                       |
| Германия       | Hydac                                                | гидроаккумуляторы всех типов                       |
| Германия       | ORSTA-Hydraulik AG                                   |                                                    |
| Франция        | Eaton Corporation                                    | гидроаккумуляторы высокого давления                |
| Франция        | Intertechnique                                       |                                                    |
| США            | Tobul Accumulator (Freudenberg Sealing Technologies) | балонные и поршневые гидроаккумуляторы             |
| Италия         | Zilmet VAREM S.r.l.                                  | мембранные                                         |
| Италия         | EPE Italiana, Srl                                    | балонные, мембранные и поршневые гидроаккумуляторы |